# 李亮 (隋朝)
李亮（?—?），隋朝人，唐太祖李虎的第八子，唐高祖李渊的八叔，李亮在隋朝官居海州刺史。李渊建立唐朝，武德年间，追封李亮为郑孝王。

## 子孙
- 李神通
- 李神符

玄孙李匡佐。李匡佐生李謲。李謲生李公仅。李公仅女嫁前乡贡进士崔凝。另有女性后人嫁刘元鼎，生朝请大夫、守卫尉卿、柱国、分司东都、赐紫金鱼袋刘略。
另有七世孙李晋肃，其子诗鬼李贺。